# Owen Pappoe
Owen Pappoe (Lawrenceville, 29 settembre 2000) è un giocatore di football americano samoano americano che milita nel ruolo di linebacker per gli Arizona Cardinals della National Football League (NFL).

## Carriera

### Arizona Cardinals
Al college Pappoe giocò a football ad Auburn. Fu scelto nel corso del quinto giro (167º assoluto) del Draft NFL 2023 dagli Arizona Cardinals. Debuttò come professionista subentrando nella gara del secondo turno contro i New York Giants giocando 17 snap negli special team. La sua prima stagione si chiuse con 11 tackle e un passaggio deviato in 16 presenze, di cui una come titolare.